# Benedetto Latteri
Benedetto Latteri (* 15. Oktober 1959 in Messina, Italien) ist ein italienischer Diplomat.

## Werdegang
Am 29. Juni 1983 schloss Latteri sein Jurastudium an der Universität Messina ab. Dem Auswärtigen Dienst Italiens trat er am 15. Februar 1988 bei und besuchte bis zum 15. November den Kurs für Nachwuchsdiplomaten am Diplomatischen Institut des Außenministeriums in Rom. Tags darauf wurde Latteri der Generaldirektion für Protokoll, Direktion I, zugeteilt. Ab dem 23. Juni 1992 war er Zweiter Sekretär, mit dem Fachbereich Handel, an der italienischen Botschaft in Zagreb (Kroatien). Am 15. August erfolgte die Beförderung zum diplomatischen Rang eines Ersten Sekretärs. Das Amt des Ersten Sekretärs für Handel in der Botschaft in Zagreb übernahm Latteri aber erst am 1. Juni 1993. Ab dem 10. Mai 1997 war er Erster Sekretär an der italienischen Botschaft in Moskau (Russland), erhielt ab 1. Mai 1998 dort die Beförderung zum Berater und am 1. Januar 1999 zum Botschaftsrat.
Ab dem 18. Mai 2000 war Latteri Leiter des Sekretariats des Generaldirektors für Afrika und die Länder südlich der Sahara im italienischen Außenministerium in Rom, ab dem 14. Oktober 2004 Leiter der Direktion VI der Generaldirektion für Personal und ab dem 1. August 2005 Leiter der Direktion VI der Generaldirektion für Personal. Es folgte ab dem 20. September 2006 das Amt des italienischen Generalkonsuls in Sydney (Australien), ab dem 1. Juli 2011 des italienischen Generalkonsuls in Guangzhou (Volksrepublik China) und am 2. Januar 2014 die Beförderung in den Rang eines Ministers. Am 19. September 2014 wurde Latteri dem Generaldirektor der italienischen Entwicklungshilfe direkt unterstellt. Am 22. Oktober 2014 wurde Latteri Koordinator für Angelegenheiten der Verteidigungsindustrie und der Kontrolle der Ausfuhr von Dual-Use-Materialien zur Bekämpfung der Verbreitung von Massenvernichtungswaffen, bis er am 16. Februar 2017 in das Büro des Generaldirektors für politische und sicherheitspolitische Angelegenheiten versetzt wurde. Die mit sechs Jahren für einen Diplomaten ungewöhnlich lange Zeit des Dienstes im Heimatland begründete Latteri in einem Interview, dass es neben der Karriere auch Bedürfnisse der Familie gäbe.
Am 6. Juli 2020 wurde Latteri italienischer Botschafter in Jakarta mit Zuständigkeit für Indonesien, Osttimor und die ASEAN. Die Akkreditierung für Osttimor übergab Latteri aufgrund der Corona-Pandemie per Videokonferenz am 11. November 2021. Seine Amtszeit endete 2024.

## Ehrungen
2000 wurde Latteri zum  Cavaliere, 2007 zum Ufficiale dell'Ordine al Merito della Repubblica ernannt.